# 石坝镇 (明光市)
石坝镇，是中华人民共和国安徽省滁州市明光市下辖的一个乡镇级行政单位。

## 行政区划
石坝镇下辖以下地区：
石坝社区、津里村、王桥村、铁山村、东贾村、三关村、汪北村、石坝村、团结村、太平村、胜利村、苏郢村、包集村和魏桥村。